# Sergio Ferriani
Sergio Ferriani, né le 30 novembre 1925, à Bologne, en Italie et mort le 30 novembre 2001 dans la même ville, est un ancien joueur italien de basket-ball.

## Palmarès
- Champion d'Italie 1948, 1949